# 노준영 (1892년)
노준영(盧俊泳, 일본식 이름: 豊川一淸도요카와 잇세이, 1892년 11월 12일 ~ 1968년 9월 9일)은 일제강점기의 기업인 겸 관료로 조선총독부 중추원 참의를 지냈다.

## 생애
경상남도 함양군 출신이다. 휘문의숙과 와세다 대학 상과를 나온 그는 1918년에 조선은행 서기가 된 이래 금융인 및 기업인으로 활동했다.
1920년에는 삼일산업주식회사 전무에 오른데 이어 사장이 되었으며, 거창자동차주식회사 감사역에 추천되었다. 양조업에도 손을 대어 함양주조조식회사 중역을 지냈고, 지역에서 금융조합 감사, 조합장, 농촌지도위원회 위원을 역임하고 경상남도 평의원에 추천되는 등 함양 지역의 유지로 활동했다. 1934년부터는 약 1년 동안 함양면장을 맡기도 했으며, 각 학교의 학무위원으로 교육 방면에서도 활동했다.
1935년에 조선총독부가 편찬한 《조선공로자명감》에 조선인 공로자 353명 중 한 명으로 수록되어 있다. 일제 강점기 말기에는 조선총독부 중추원의 참의로 임명되었고 조선임전보국단에도 참여했다.
제1공화국 정부 수립 후에 반민족행위처벌법에 따라 반민특위가 활동을 시작한 1949년에 반민행위 혐의자로 체포되어 재판에 회부되었다. 그러나 반민특위의 활동이 무력화되면서 처벌은 받지 않았다.
2002년 발표된 친일파 708인 명단와 2008년 공개된 민족문제연구소의 친일인명사전 수록예정자 명단의 중추원 부문에 모두 선정되었으며 2009년 친일반민족행위진상규명위원회가 발표한 친일반민족행위 705인 명단에도 포함되었다.

## 같이 보기
- 조선총독부 중추원
- 조선임전보국단

## 참고자료
- 노준영(盧俊泳) - 국사편찬위원회